# Boerhavia rosei
Boerhavia rosei är en underblomsväxtart som beskrevs av Paul Carpenter Standley. Boerhavia rosei ingår i släktet Boerhavia och familjen underblomsväxter. Inga underarter finns listade i Catalogue of Life.